# Le Passager (film iranien)
Pour les articles homonymes, voir Le Passager.
Pour plus de détails, voir Fiche technique et Distribution.
Le Passager (en persan : مسافر, Mosāfer) est un film iranien sorti en 1974. C'est le deuxième long-métrage du réalisateur Abbas Kiarostami.

## Synopsis
Qassem, un jeune garçon de province passionné de football, décide de se rendre à Téhéran pour assister à un match de l'équipe nationale. Avec l'aide de son ami, il fait l'impossible pour réunir l'argent nécessaire...

## Fiche technique
- Titre original : مسافر
- Titre français : Le Passager
- Réalisation : Abbas Kiarostami
- Scénario : Abbas Kiarostami et Hassan Refiei
- Musique : Kambiz Roshanravan
- Photographie : Firuz Malekzadeh
- Montage : Amir-Hossein Hami
- Production : Abbas Kiarostami
- Société de production : Kanoon
- Pays de production :  Iran
- Langue originale : persan
- Format : noir et blanc - 35 mm - 1,37:1 - mono
- Genre : comédie dramatique
- Durée : 70 minutes
- Date de sortie : 1974

## Distribution
- Hassan Darabi : Qassem
- Masud Zandbegleh
- Pare Gol Atashjameh : la mère de Qassem

## Distinction
- Grand prix du Festival international pour enfants de Téhéran[Quand ?][réf. nécessaire]